# 非洲菝葜
非洲菝葜（学名：Behnia reticulata）是非洲菝葜属的唯一物种，属天门冬目天门冬科，只生长在南非，是当地的特有种。

## 形态
本科植物是灌木或藤本，单叶互生，有假叶；花小，花冠3，被片类似花瓣状，两轮，绿色或白色；果实为浆果。

## 分类
1981年的克朗奎斯特分类法没有这一科，1998年根据基因亲缘关系分类的APG 分类法认为应该单独分出一个科——非洲菝葜科（Behniaceae），属于天门冬目， 但2003年经过修订的APG II 分类法将其放到龙舌兰科中。2009年APG III又把龙舌兰科并入天门冬科。